# Remy (artiest)
Remy Stroomer (Haarlem, 9 oktober 1979) is een Nederlandse muzikant en bespeler van synthesizers en aanverwante apparatuur.

## Biografie
Zijn artiestennaam is simpelweg Remy. Op negenjarige leeftijd kreeg Remy lessen op toetsinstrumenten en als vijftienjarige stond hij op het podium. Van daar uit verbreidde Remy zijn muzikale escapades. Zo was hij als dirigent te zien in zijn eigen werk Evolution, een werk voor negen musici ter gelegenheid van de opening van een nieuw deel van het Mendelcollege te Haarlem. In 1997 gevolgd door muziek voor een schooluitvoering van Faust. Dan ook verschijnt zijn eerste opname in demovorm.
Remy ontwikkelde zijn muzikale kwaliteiten verder aan het Koninklijk Conservatorium (Den Haag). Het instituut van sonologie bracht Remy niet wat hij voor ogen had voor de ontwikkeling van zijn muziek, en na het tweede jaar liet hij de studie voor wat het was en richtte zich op zijn eigen elektronische muziek. Een van zijn voorbeelden was Klaus Schulze.
In 1999 verscheen zijn eerste album bij AKH Records. Het platenlabel is deels van hemzelf.
De gelimiteerde dubbel-CD-R komt tevens in handen van Groove Unlimited. Dit platenlabel en distributeur van elektronische muziek ziet wel wat in de muziek van Remy. Zijn eerste “echte” album, The Art of Imagination verscheen een jaar later bij dat label.
Binnen de niche van elektronische muziek won hij vervolgens een aanmoedigingsprijs bij het Duitse Schwingungenfestival. Vanaf dat moment verschenen regelmatig muziekalbums van zijn hand, zowel via zijn eigen label als Groove Unlimited. Hij speelde vervolgens op de concerten die Groove Unlimited organiseerde. Op een van die concertavonden speelde hij in het voorprogramma van Tangerine Dream's Edgar Froese (2008). Steeds meer kroop de klassieke muziek weer zijn repertoire in. Toen hij in 2007 een concert voorbereidde met een blaasensemble in Haarlem, werd dit op het laatste moment afgeblazen. Een jaar later speelde hij samen met cellisten zijn stuk The traveller.
Voor het verzamelalbum Dutch Masters leverde Remy Ascending and Descending, gebaseerd op het kunstwerk van Maurits Cornelis Escher.
2011 verliet Remy AKH Records en richtte zijn nieuwe Deserted Island Music platenlabel op.
De komende jaren verschenen Remy's solo-projecten en een aantal samenwerkingen, waaronder PrimiTiveS (met Synth.nl), Sessions 2012 (met My Breath My Music) en Uncle Jim's Cidney Factory (Mäläskä), op het label.
Remy organiseerde muziekevenementen met elektronische muziek in respectievelijk de Grote of St.Bavokerk in Haarlem (2012) en de Ruïne van Brederode in Santpoort-Zuid (2014).
Eind 2016 leverde Remy een bijdrage aan het My Breath My Music benefietconcert, waar hij samen met leerlingen van de stichting en saxofoniste Candy Dulfer op het podium stond van de Boerderij in Zoetermeer. Enkele maanden later maakte Remy onderdeel uit van de legendarische Franse formatie Space Art. De band was hoofd-act tijdens het E-Day 2017 Festival.

## Nominaties
Remy was in 2010, 2011, en 2013 genomineerd als Beste Internationale Artiest voor de Duitse Schallwelle Preis.

## Discografie
- 1999 Exhibition of Dreams (Originele CD-R-uitgave. AKH Records)
- 2000 The Art of Imagination (Groove Unlimited / AKH Records)
- 2003 DisConnected (AKH Records)
- 2003 Connected (AKH Records)
- 2004 Different Shades of Dust (AKH Records)
- 2006 Sense (AKH Records)
- 2008 This Is Not The End (AKH Records)
- 2009 EoD (AKH Records)
- 2010 Exhibition of Dreams - 10th Anniversary Remaster (heruitgave, AKH Records)
- 2011 i-Dentity (Deserted Island Music)
- 2011 The Great Church Trilogy (Deserted Island Music)
- 2016 Fears (Deserted Island Music)
- 2017 The Return of Planet X (Deserted Island Music)

## Samenwerkingen
Remy heeft met een tal van muzikanten samengewerkt.
Zo trad hij onder andere op met Ron Boots, Gert Emmens, Eric Wøllo, Moonbooter, Wolfram Spyra, Mario Schönwälder, David Wright en Space Art
Van een aantal samenwerkingen verschenen albums:
- 2013 Primitives, met Synth.nl (Groove Unlimited)
- 2013 Sessions 2012, met My Breath My Music (Deserted Island Music)
- 2016 Uncle Jim's Cidney Factory, met Mäläskä (Deserted Island Music)